# Taylor Doherty
Taylor Doherty (ur. 2 marca 1991 w Cambridge, Ontario) – kanadyjski hokeista.
Jego brat Lee (ur. 1994) także został hokeistą.

## Kariera
- Cambridge Hawks U16 AAA “A” (2006-2007)
- Kingston Frontenacs (2007-2011)
- Worcester Sharks (2011-2015)
- Rapid City Rush (2015-2016)
- Toronto Marlies (2016)
- Orlando Solar Bears (2016-2017)
- Providence Bruins (2017)
- Atlanta Gladiators (2017-2018)
- Bílí tygři Liberec (2018-2019)
- Orlando Solar Bears (2019)
- Fort Wayne Komets (2019-2020)
- Orli Znojmo (2020)
- Cracovia (2020-2021)
- Nottingham Panthers (2021-)

Wychowanek Cambridge MHA. Od 2007 przez cztery sezony grał w barwach drużyny Kingston Frontenacs w juniorskiej lidze OHL w ramach rozgrywek CHL, a w ostatniej edycji 2010/2011 był kapitanem swojego zespołu. W tym okresie w drafcie NHL z 2009 został wybrany przez San Jose Sharks. W połowie 2010 podpisał kontrakt wstępujący z tym klubem. Od 2011 grał w zespole farmerskim, Worcester Sharks, w lidze AHL. W lipcu 2014 przedłużył kontrakt z SJS, jednak nie zagrał nigdy w NHL. Po odejściu z Worcester Sharks od 2015 grał w drużynach w AHL i ECHL. W sierpniu 2018 został zawodnikiem klubu z czeskiej ekstraligi. W listopadzie 2020 został hokeistą Cracovii w rozgrywkach Polskiej Hokej Ligi. We wrześniu 2019 ponownie przeszedł do Orlando Solar Bears, skąd na początku grudnia tego roku został przekazany do Fort Wayne Komets, także w lidze ECHL. Stamtąd w lutym 2020 został przetransferowany do czeskiego zespołu Orli Znojmo, występującego w austriackich rozgrywkach EBEL. W czerwcu 2021 został zakontraktowany przez angielski klub Nottingham Panthers.
Uczestniczył w turniejach mistrzostw świata juniorów do lat 17 edycji 2008 oraz mistrzostw świata juniorów do lat 18 edycji 2009

## Sukcesy
Reprezentacyjne
- Złoty medal mistrzostw świata juniorów do lat 17: 2008 z Canada Ontario

Klubowe
- Srebrny medal mistrzostw Czech: 2019 z Bílí tygři Liberec
- Srebrny medal mistrzostw Polski: 2021 z Cracovią

Indywidualne
- CHL (2008/2009): CHL Top Prospects Game